# Sonido Lasser Drakar
Sonido Lasser Drakar es una banda de música electrónica formada en el año 2001 por DJ Map. Master Ape y Emilio Acevedo tenían marcadas influencias del Sonido Polimarch's, que representa el tecno urbano de la Ciudad de México, tanto el Hip Hop como el música de a finales de los años 80.
Emilio, líder del proyecto y exintegrande de bandas como Melamina Ponderosa, Titán y Alfombrator ha realizado varios soundtracks para películas, así como se ha presentado en varios clubes tanto en la Ciudad de México como en el extranjero, y en diversas galerías de arte.
El primer proyecto vocal de la agrupación como Sonido Lasser Drakar es el disco The Electric Mass Begins. Es un disco de música bailable que no es pop estrictamente, es menos experimental que el realizado en años anteriores por Master Ape y Emilio Acevedo, denominado como electropop en inglés.
El EP cuenta temas en las que Danette Newcomb integra las voces. Fue lanzado en el año 2003 por Noiselab Records.

Recientemente, el día 1 de octubre del 2021 lanzó un single llamado Why Why Why, nuevamente con Danette Newcomb integrando las voces.

## Discografía
The Electric Mass Begins (2003)
1. Intro
2. The Center of Earth
3. Kiss Me Again
4. Tonight But No More
5. Two Young
6. Visions
7. I Feel Fine
8. The Pope
9. Pontiac Firebird '82
10. Flesh

### Sencillos
- Pontiac Firebird '82 (2003)
- Two Young (2003)
- Why why why (2021)